# Bataille de Pweto
Deuxième guerre du Congo
La Bataille de Pweto est l'une des principales batailles de la deuxième guerre du Congo qui s'est déroulée à proximité de la ville katangaise de Pweto, sur les rives du lac Mwero.
Les forces gouvernementales, parmi lesquelles se trouvaient le jeune général Joseph Kabila et le général John Numbi, subirent une cuisante défaite, menaçant Lubumbashi. Les forces gouvernementales, débordées par les rebelles qui s'étaient saisis d'un important stock d'armes, se replièrent notamment vers la Zambie. Quelque 3 000 soldats gouvernementaux s'échappèrent en passant la frontière, parmi quelque 60 000 civils.
C'est aussi à cette occasion que fut sommairement jugé et exécuté Anselme Masasu, ancien compagnon d'arme de Laurent-Désiré Kabila, et dont la disparition aurait suscité l'assassinat de ce dernier deux mois plus tard,.